# Pavlodarská oblast
Pavlodarská oblast (kazašsky Павлодар облысы, rusky Павлодарская область) je oblast na severovýchodě Kazachstánu. Byla založena 15. ledna 1938 v rámci Kazašské SSR. Má rozlohu 127 500 km². V letech 1962–64 byla součástí Celinného kraje. Má 756 755 obyvatel a je rozdělena na 10 administrativních okresů a dvě samosprávná města. Hlavním městem je Pavlodar.

## Poloha
Oblast hraničí se čtyřmi oblastmi Kazachstánu (Východokazachstánskou na jihovýchodě, Karagandskou na jihu a Akmolskou a Severokazachstánskou na západě) a dvěma oblastmi a jedním krajem Ruska (Omskou na severu, Novosibirskou na severovýchodě a Altajským krajem na východě).
Zaujímá zónu lesostepí, stepí a polopouští na středním toku Irtyše. Velká část se nachází v Západosibiřské rovině (Přiirtyšská rovina) s nadmořskou výškou 110 až 200 m. Z roviny vystupují nevelké vyvýšeniny a vyskytují se zde četné propadliny a kotliny, které jsou často vyplněné sladkovodními i slanými jezery. Do jihozápadní části zasahuje Kazašská pahorkatina s horami Kyzyltau (vrchol Aulie 1 055 m) a Bajanaulskými horami (vrchol Akbet 1 026 m). jsou zde naleziště nerostů: černého i hnědého uhlí, měděných a polymetalických rud. V jezerech jsou ložiska kuchyňské i glauberovy soli.

## Klima
Klima je ryze kontinentální, suché. Zima je dlouhá, chladná s malým množstvím sněhu a se silnými větry a chumelenicemi. Léto je horké a suché, s častými větry s vysokou teplotou vzduchu (suchověje – суховеи) a pylovými bouřemi. Teplota prudce kolísá v průběhu 24 hodin. Průměrná teplota v červenci 20 °С na severu a 22 °С na jihu a v lednu −19,5 °С na severu a −17,5 °С na jihu. Množství srážek za rok je 220 až 240 mm na jihu, 305 mm na severu a 320 mm v horách.

## Vodní zdroje
Jediná velká řeka Irtyš protéká oblastí z jihovýchodu na severozápad v délce 500 km. Kolem ní je mnoho slepých ramen a na řece celá řada ostrovů. V pahorkatině pramení řeky Tundyk, Aščisu, Šiderty, Olenty a jiné menší, které však nedotékají do Irtyše a končí v bezodtokých jezerech. Od Irtyše byl postaven kanál Irtyš-Karaganda, na kterém bylo postaveno několik přehradních hrází, za kterými vznikly vodní nádrže. V oblasti je mnohojezer, převážně slaných. Největší jsou Seletyteniz, Kyzylkak, Žalauly, Šureksor, Karasor, Žamantuz, Kalkaman na pravém břehu Irtyše a Maraldy, Moildy, Velký Ažbulat na levém břehu.

## Půdy a flóra
Velká část oblasti leží v kavylovo-kostřavové zóně stepí na tmavě kaštanových půdách. Na samém severu je jižní lesostep s černozemními půdami a březové lesíky uprostřed travnatých stepí. V údolí Irtyše jsou travnaté a zaplavované louky, senoseče a pásy borových hájů. V okolí jezer a v dolinách vysychajících řek pak travnato-ostřicové louky a rákosové porosty. V jižní části na levém břehu Irtyše je kostřavovo-pelyňková až pelyňkovo-slanisková polopoušť na světle kaštanových půdách střídaných slanisky. Na písčitých úsecích pravého břehu rostou pásy borových hájů. V Bajanaulských horách jsou nevelké borovicovo-březové lesy na štěrkových kaštanových půdách.

## Fauna
Ve stepích žijí hlodavci (písečné pestrušky, zajíci sněžní, svišti, sysli, frčci), šelmy (vlci,lišky,stepní tchoři, lasice) a ptáci (skřivani, křepelky, kachny, bahňáci). Z ryb v jezerech žijí karasi, potočníci, líni, okouni a v Irtyši pak štiky, okouni, candáti, jelci, mníci a nelmy. V borových lesích se aklimatizovaly veverky a rákosových porostech ondatry.